# Marsz Polonii

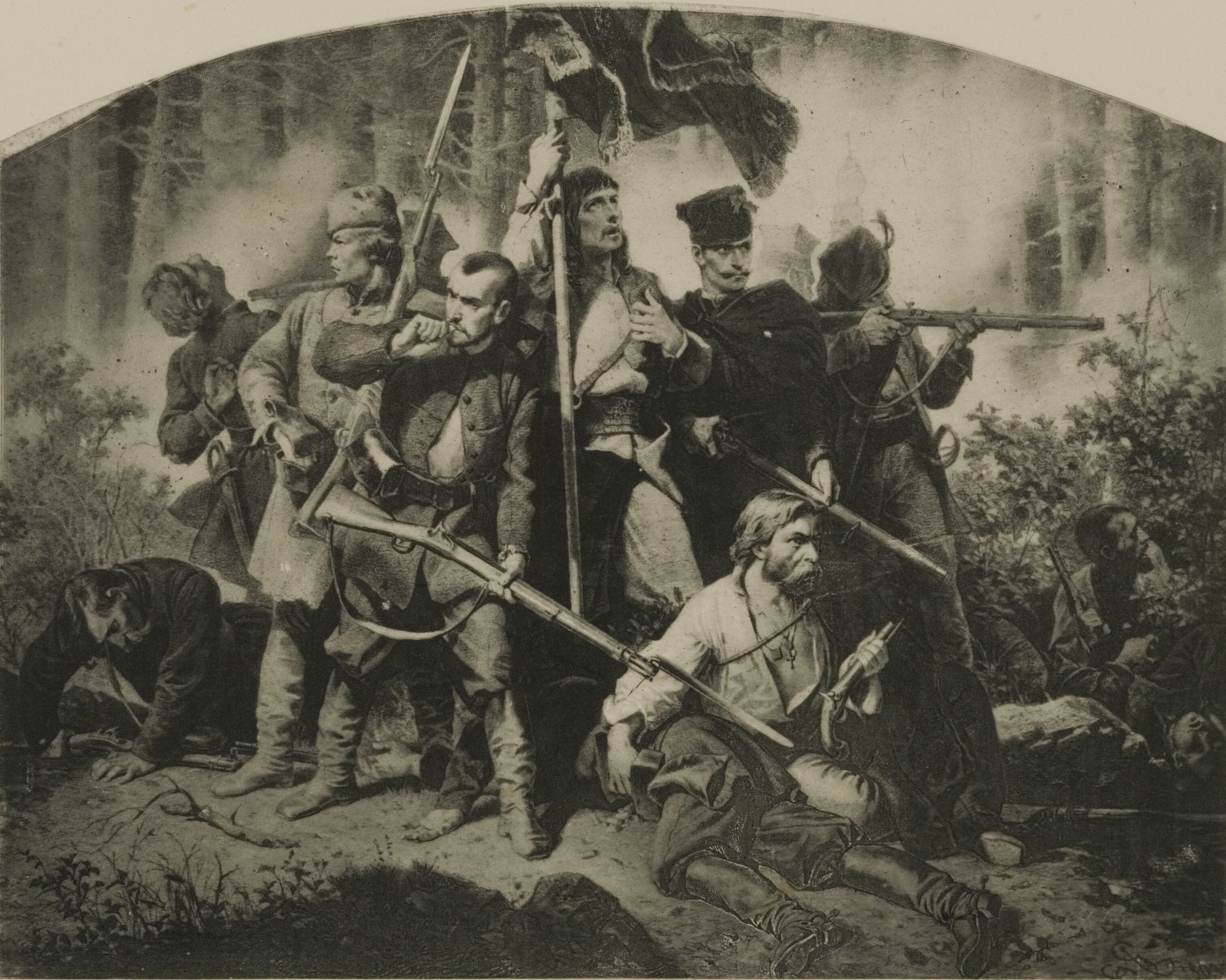
Obraz Artura Grottgera Bitwa z cyklu Polonia będący alegorią walki w czasie powstania styczniowego w 1863 roku

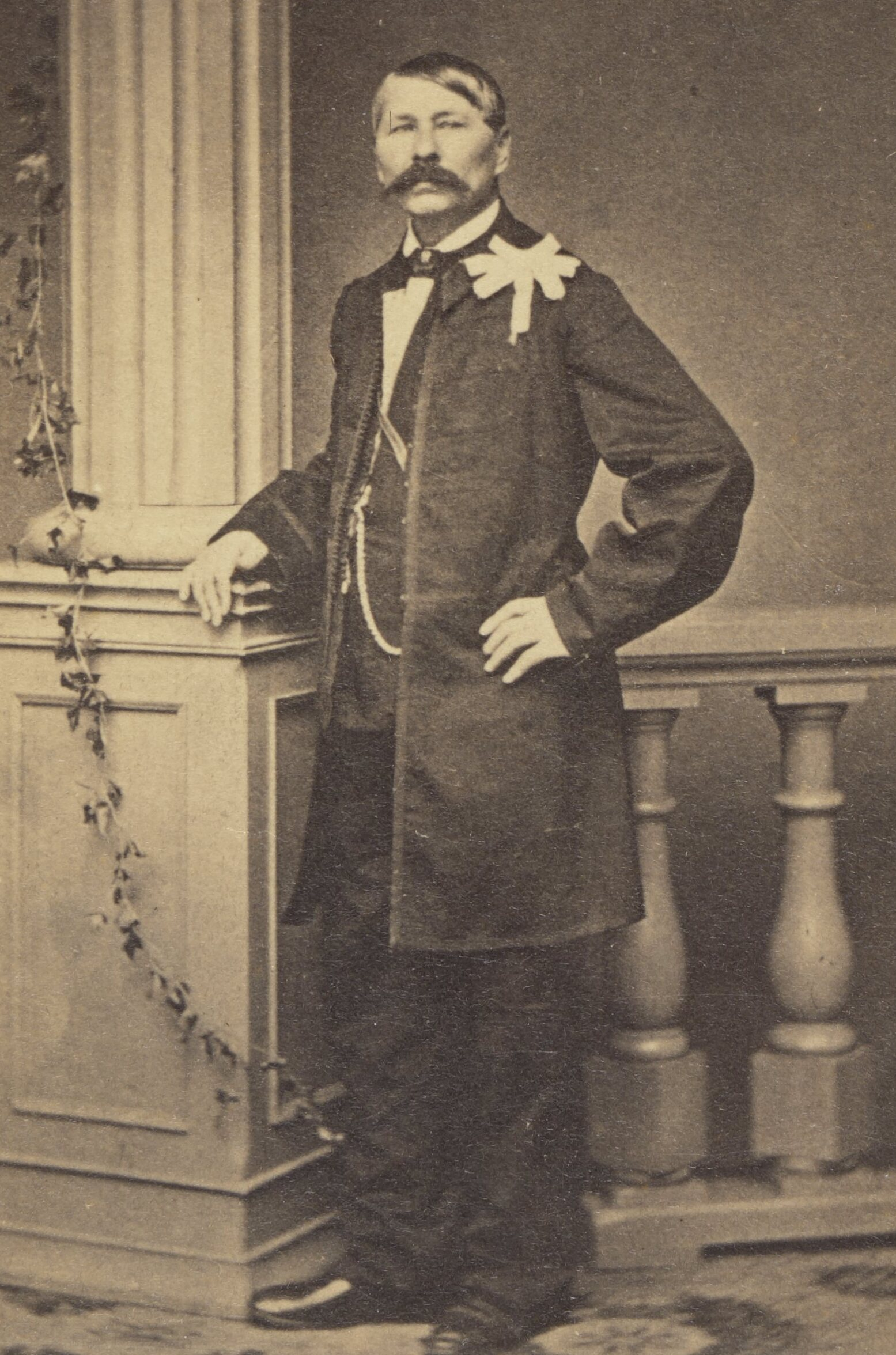
Dionizy Czachowski, naczelnik wojenny województwa sandomierskiego w powstaniu styczniowym

Marsz, marsz Polonia lub Marsz Czachowskiego, znany również jako Marsz Polonii – polska pieśń powstańcza, jedna z odmian Mazurka Dąbrowskiego, śpiewana na melodię ludowej pieśni ukraińskiej Nie chodź, Hryciu, na wieczornicę (Ой, не ходи, Грицю).

## Powstanie tekstu
Pieśń Marsz, marsz Polonia powstała w 1863 podczas powstania styczniowego wśród oddziałów, którymi dowodził Dionizy Czachowski. Inicjatorami jej byli najprawdopodobniej żołnierze pochodzący z Galicji, o czym świadczy zarówno tekst, jak i dobór melodii. Zyskała jednak popularność jako pieśń powstańcza również w innych regionach.
Marsz Czachowskiego był prawdopodobnie kompilacją wcześniejszych pieśni, między innymi powstałej w czasie powstania listopadowego Pieśni ułanów kaliskich (wersja Mazurka Dąbrowskiego) oraz późniejszych pieśni zesłańców syberyjskich. Pierwsze zwrotki są niemal powtórzeniem Mazurka Dąbrowskiego autorstwa Józefa Wybickiego. Dwie zwrotki pierwszej wersji przypisuje się natomiast Władysławowi Anczycowi.
Marsz powstał jako powstańcza pieśń bojowa, która zachęcała do opuszczenia domu i zagrzewała do walki o wyzwolenie Polski (łac. Polonia). Duża liczba zwrotek sprzyjała śpiewaniu w trakcie długich, forsownych marszów. Tekst pierwszej wersji odnosił się bezpośrednio do walk oddziałów Dionizego Czachowskiego.

## Pochodzenie melodii
Możliwe, że pierwotnie śpiewano pieśń na inną melodię. Jednak na stałe połączono tekst do popularnej w XIX wieku na południowych i wschodnich ziemiach Korony dumki ukraińskiej Nie chodź, Hryciu, na wieczornicę (ukr. Ой, не ходи, Грицю, та й на вечорниці).
Autorstwo piosenki zwykle przypisuje się półlegendarnej poetce i śpiewaczce Marusi Czuraj, która żyła w połowie XVII wieku na Połtawszczyźnie. Jednak według muzykologów melodia ta pochodzi z jednoaktowej opery Kozak-wierszopis (Козак-стихотворец) z 1812 roku, której kompozytorem był Catterino Cavos i została ona zainspirowana pieśnią kozacką z połowy XVIII wieku Jechał Kozak za Dunaj (Їхав козак за Дунай) Semena Klimowskiego. Autorem libretta do opery był kniaź Aleksander Szachowski, który w 1839 roku napisał też opowiadanie o Marusi Czuraj, w którym zawarł podobne wątki (w operze to jednak nie Marysia jest poetką, ale jej narzeczony kozak Klimowski).
Niezależnie od pochodzenia, w XIX wieku piosenka była już popularna zarówno w kraju, jak i za granicą. Wojciech Sowiński w Krótkim rysie historyi muzyki w Polsce (1874) pisał w rozdziale „Dumy, dumki”, że „na Wołyniu, Podolu, Galicji, w Маłеj Polsce i Ukrainie często słychać ро wsiach głosy młodych dziewcząt powtarzających na wieczornicach ową dumkę о Hryciu”. W 1887 roku Feliks Jaroński opublikował układ pieśni na fortepian. Do melodii dumki nawiązywali tacy kompozytorzy jak Franciszek List (Ballade d’Ukraine) i Józef Władysław Krogulski (II Koncert fortepianowy, Rondo alla Kozak). Nie jest jasne, gdzie i kiedy słowa Marszu Czachowskiego złączono z melodią Nie chodź, Hryciu, na wieczornicę.

## Dalsze dzieje
Po powstaniu styczniowym Marsz Czachowskiego doczekał się licznych przeróbek, często odbiegających od oryginału.
Pod koniec XIX wieku utwór zyskał popularność wśród polskich emigrantów żyjących w Ameryce. W czasie I wojny światowej był śpiewany w Legionach i Błękitnej Armii generała Hallera (pod inną melodią).
Jedna z jej wersji do Polski została przywieziona z Brazylii przez nauczycielkę i działaczkę ruchu chłopskiego Jadwigę Jahołkowską przed II wojną światową. W tej wersji pieśń rozpoczynały słowa: Jeszcze Polska nie zginęła, choć my za morzami, a kończyły: Amerykę rzucim i do Polski wrócim.
Pieśń śpiewali harcerze w okresie międzywojennym, a podczas II wojny światowej żołnierze polscy na Zachodzie, popularyzując własną odmianę refrenu Marsz, marsz Sikorski. Po 1945 roku pieśń ta nie była w Polsce publikowana przez blisko рół wieku (z wyjątkiem niskonakładowych druków podziemnych).
Łacińska nazwa Polski – Polonia – była popularnym poetyckim określeniem ojczyzny w okresie powstania styczniowego. Artur Grottger zatytułował tak cykl swoich rysunków poświęconych powstaniu. Natomiast dzięki tej pieśni powstało nowe znaczenie – termin „Polonia” jako określenie ogółu Polaków na stałe zamieszkałych poza Polską. Marsz Polonii jest śpiewany podczas patriotycznych uroczystości za granicą oraz polonijnych w kraju.